# Stronger (canção de Britney Spears)
"Stronger" (em português:  Mais Forte) é uma canção da cantora Britney Spears, lançada em 15 de agosto de 2000, como terceiro single do álbum de estúdio Oops!... I Did It Again. A canção foi produzida por Rami e pelo amigo de longa data de Britney, Max Martin, e gravada por Spears entre novembro de 1999 e janeiro de 2000, na Suécia. "Stronger" é uma música dance-pop adolescente que contém uma forte e inovadora batida. A poderosa letra da música fala de uma garota que está cansada de ser traída pelo seu namorado e decide viver sem ele.
"Stronger" recebeu críticas positivas dos críticos musicais, os quais consideraram a música inovadora e a melhor faixa dance de Oops!... I Did It Again. Além disso, a música foi comparada à canção "The Last Time" dos Rolling Stones, a "The One" dos Backstreet Boys (também composta e produzida por Max Martin) e a "Bye Bye Bye" do 'N Sync. "Stronger" obteve sucesso comercial no mundo todo, chegando ao top 5 na Áustria, Alemanha e Suécia, e ao top 10 na Finlândia, Irlanda, Suíça e Reino Unido. A canção chegou a 11ª posição na parada americana Billboard Billboard Hot 100, tendo posteriormente recebido o certificado de disco de ouro pela Associação da Indústria Fonográfica Americana (Recording Industry Association of America) por ter vendido mais de 500,000 unidades do single.
O videoclipe da música foi dirigido por Joseph Kahn, que o considerou um ruptura dos clipes anteriores de Spears. A ideia do clipe foi inteiramente criada pela própria Britney, que queria fazer uma coreografia com uma cadeira, dirigir um carro e terminar com um namorado nesse vídeo.
"Stronger" já fez parte de duas turnês mundiais de Britney, Oops!... I Did It Again World Tour, de 2000, e Dream Within a Dream Tour, de 2002, além de ter sido cantada em diversos programas de TV. Anos mais tarde, "Stronger" foi regravada por Kevin McHale para a série de TV Glee, no episódio dedicado a Britney, intitulado "Britney/Brittany". Nas temporadas de 2000 e 2001, da Rede Globo, a música fez parte da trilha sonora, fato que fez com que a música fosse a mais tocada no país por quatro semanas consecutivas.

## Composição
Em 1999, Spears começou a trabalhar em seu segundo álbum de estúdio, Oops!...I Did It Again (2000), na Suécia e na Suíça. Depois de se reunir com Max Martin e Rami Yacoub na Suécia, a cantora começou a gravar diversas canções para o álbum, incluindo "Stronger", que foi escrita e produzida por Martin e Rami. Depois de voltar aos EUA, a cantora revelou em uma entrevista ao programa da MTV americana MTV News, "Acabei de voltar da Suécia, e gravei metade do material (para Oops!...I Did It Again) lá. Eu fiquei muito, muito feliz com o material, mas nós tivemos um tempo muito limitado para fazermos tanta coisa. Então tenho ficado no estúdio o tempo todo, mas isso é legal." Spears gravou os vocais da canção de novembro de 1999 e janeiro de 2000 nos estúdios Cheiron Studios em Estocolmo, Suécia. "Stronger" foi lançada em 13 de novembro de 2000 como o terceiro single do álbum.
"Stronger" é uma canção dance-pop adolescente que contém uma forte e inovadora batida, com duração de três minutos e vinte e três segundos. De acordo com a partitura digital publicada no site Musicnotes.com, a canção foi composta na clave de B maior e com um tempo de 108 batidas por minuto, com o alcance vocal de Britney indo de D♯3 a C♯5. Os Críticos de música viram a canção como uma declaração de independência de Britney, o que é percebido em estrofes poderosas como "I'm not your property" ("Não sou sua propriedade") e "I don't need nobody" ("Não preciso de ninguém"), embora não tenham sido escritas pela cantora. Especula-se que a canção seja dirigida à gravadora da cantora e ao gerenciamento que dão à sua carreira. David Browne, da revista americana Entertainment Weekly, comparou "Stronger" a "The Last Time" dos Rolling Stones.

## Desempenho nas tabelas musicais
"Stronger" obteve sucesso comercial no mundo todo, chegando a 4ª posição na Áustria e na Suécia, a 6ª posição na Irlanda e na Suíça, e a 8ª posição na Finlândia, além de entrar no top 20 en diversos países europeus. Na semana de 16 de dezembro de 2000, "Stronger" estreou na 7ª colocação na parada britânica The Official Charts Company, caindo para a 11ª na semana subsequente.
Na Austrália, a canção chegou a 13ª posição, e mais tarde recebeu certificado de disco de platina pela Associação Fonográfica Australiana (Australian Recording Industry Association) (ARIA), por terem sido vendidas mais de 70,000 unidades do single. Na França, "Stronger" alcançou a 20ª colocação, sendo esta a posição mais baixa alcançada pelo single em todo o mundo. Porém, recebeu certificado de disco de prata pelo Sindicato Nacional Fonográfico (Syndicat National de l'Édition Phonographique) (SNEP), por terem sido vendidas mais de 125,000 unidades do single.
Na Alemanha, a canção chegou a 4ª posição na parada Media Control Charts, tendo recebido certificado de disco de ouro pela Associação de Música (Bundesverband Musikindustrie) (BVMI) por terem sido vendidas mais de 150,000 mil unidades do single. Nos Estados Unidos, "Stronger" conseguiu chegar a 11ª posição na parada Billboard Hot 100 e a 17ª posição na parada Top 40 Mainstream Chart. Também recebeu certificado de disco de ouro pela Associação Fonográfica Americana (Recording Industry Association of America) (RIAA), por terem sido vendidas mais de 500,000 unidades do single. "Stronger" também chegou a 2ª posição na parada de vendas de maxi singles de música dance da Billboard Hot Dance Singles Sales, e a 37ª posição na parada rítmica Rhythmic Top 40. O país em que a canção obteve sua melhor posição foi no Brasil, figurando como a música mais tocada do país durante quatro semanas consecutivas.

## Recepção
"Stronger" recebeu críticas positivas dos críticos musicais. Stephanie McGrath, do site canadense Jam!, considerou a canção "a melhor faixa dance" de Oops!...I Did It Again e comentou que "ela é tão boa quanto "Bye, Bye, Bye" do *Nsync ou "The One" dos Backstreet Boys.  Tracy E. Hopkins, da livraria americana Barnes and Noble, ao avaliar o álbum disse, "Spears brilha no irônico primeiro single, na triunfante "Stronger", e na excitante declaração de "dá o fora!" "Don't Go Knockin' on My Door".
David Veitch, do jornal canadense Calgary Sun, considerou "Stronger" "mais uma faixa alegre e boom-bástica", e disse que ela é "notável por sua corneta sintetizada, seu fabuloso ritmo e inúmeros efeitos aplicados à voz de Britney. Por quê ela está ofegante no final da ponte é difícil de dizer." Uma crítica da revista britânica New Music Express (NME) comparou "Stronger" a canções gravadas pelo grupo ABBA, dizendo que, "há o synthpop desalinhado de 'Stronger' com a enorme mudança no refrão ao estilo ABBA que soa mais assustadora e robótica do que os Backstreet Boys."
 Andy Battaglia, da revista online americana Salon, disse que "Stronger" "é capaz de destruir toda a indústria de auto-ajuda só com sua melodia."

## Videoclipe

### Antecedentes

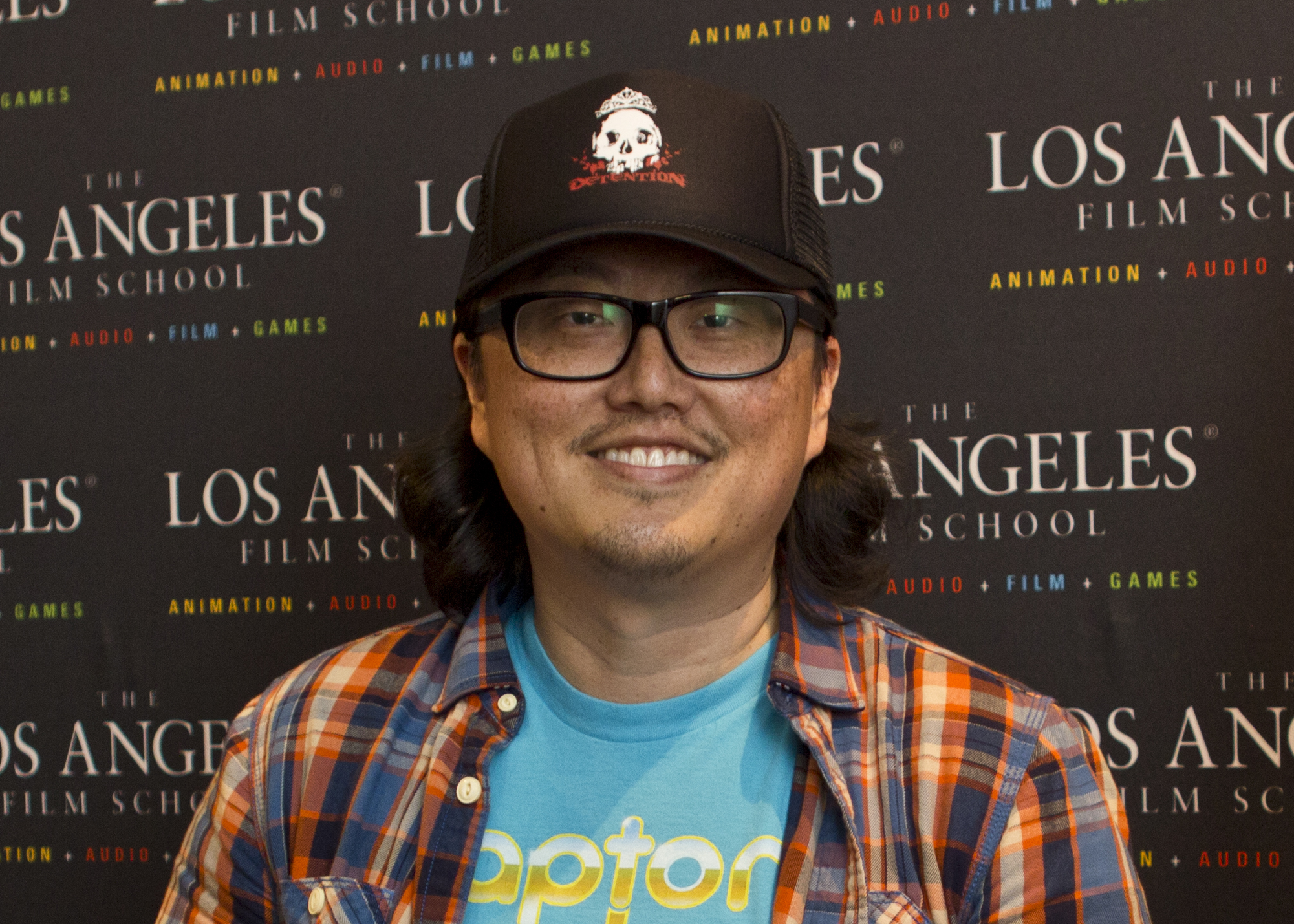
Jospeh Kahn foi o diretor d vídeo, e mais tarde trabalharia novamente com Britney nos vídeos de "Toxic" e "Womanizer".

O videoclipe da música foi dirigido Joseph Kahn,que revelou que a ideia do clipe foi criada pela própria Spears, que disse, "Eu queria dançar numa cadeira e dirigir um carro e terminar com meu namorado.  [...] Esses são seus três conceitos." Kahn revelou que a primeira coisa que lhe veio a cabeça foi o clipe da música "The Pleasure Principle" da Janet Jackson, no qual a cantora dança com uma cadeira, e ele acabou criando, de acordo com Jocelyn Vena da MTV americana, "um mundo semi-futurístico no qual Spears entra numa boate, termina com seu namorado traidor e triunfantemente caminha na chuva, sabendo que sua vida está bem melhor sem ele." Kahn também achou o clipe bastante sofisticado, dizendo que ele é "definitivamente uma ruptura com os clipes com cores de doce que ela fazia anteriormente, então eu sempre pensei que esta era a transição entre Britney, a estrela pop adolescente, e a diva que ela se tornou." Uma edição diferente do clipe pode ser encontrado no DVD do primeiro álbum de compilação de Britney, Greatest Hits: My Prerogative.
Kahn revelou que Spears referenciou as danças dos videoclipes de "Miss You Much" e de "The Pleasure Principle", da cantora Janet Jackson, em que ela dança numa cadeira, dizendo que sua ideia foi referenciada pela sequência icônica em que Janet Jackson dança numa cadeira no vídeo de "The Pleasure Principle". Em uma revisão do vídeo, Kahn contou: "Britney Spears nos dá a sua melhor impressão de Janet Jackson ("Miss You Much") com uma dança vertiginosa na cadeira". Britney também referenciou e se inspirou em Janet Jackson em outros vídeos, como os vídeos de "Don't Let Me Be the Last to Know", "Overprotected (Darkchild Remix)", "Circus" e "Womanizer".

### Sinopse

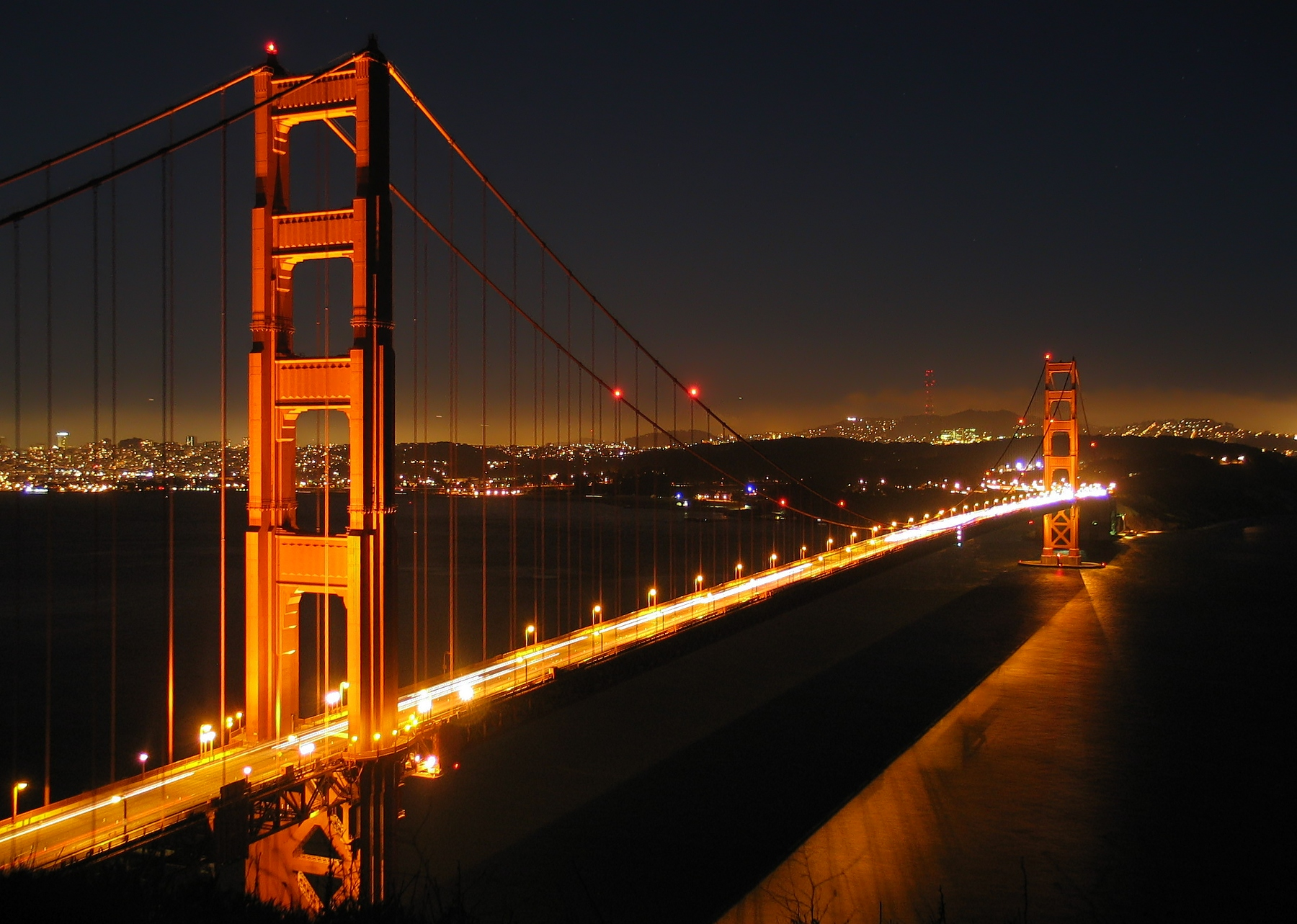
No final do vídeo, Britney caminha numa ponte semelhante à Ponte Golden Gate.

O clipe começa com uma legenda onde lê-se "Britney Spears – Stronger", em meio a sons de uma tempestade. O vídeo corta então para um close up de britney olhando seu namorado, que está sorrindo com outra mulher abraçando-o. Ela percebe que estará melhor sem ele e vai embora, depois de dizer, "Whatever" ("Que seja"). Há uma imagem da torre onde eles estavam, em num mundo aparentemente semi-futurístico. No começo do primeiro refrão, Britney começa a dançar com uma cadeira Emeco 1006 na frente de um fundo preto. A segunda metade do clipe mostra Britney dirigindo embora da festa em um clássico Ford Mustang em meio a uma tempestade; porém, não muito depois, o carro começa a girar e para na beira de uma ponte. Depois de se recuperar do choque, ela segue caminhando pela chuva. Há também cenas dela dançando com uma bengala, que é a cadeira transformada. O vídeo termina com Britney atravessando a ponte caminhando.

### Recepção
Nuzhat Naoreen, da MTV americana, elogiou o clipe, dizendo, "poucos artistas são capazes de fazer toda uma coreografia em cima e em volta de uma cadeira tão bem quanto Britney fez em "Stronger". O videoclipe recebeu uma indicação no MTV Video Music Awards de 2001 na categoria Melhor Vídeo de Pop.

## Apresentações ao vivo e versões covers
Spears cantou a música ao vivo pela primeira vez na turnê Oops!... I Did It Again World Tour, de 2000. O show começava com um vídeo introdutório ,"The Britney Spears Experience" (A Experiência Britney Spears), no qual três imagens de Spears davam boas-vindas aos espectadores do show. Depois, uma esfera gigante de metal descia no palco e levantava novamente revelando Spears de pé atrás dela, vestindo jeans brilhantes e top laranja.
Spears começava com uma apresentação dançante da música. "Stronger"  foi cantada pela última vez na turnê Dream Within a Dream Tour, de 2002. Após uma apresentação dançante de "Boys", Spears cantava a música, na qual ela vestia um robe coberto de tinta e, em alguns shows, um chapéu-coco. Spears também cantou a música em diversas aparições televisivas, incluindo a premiação americana de música American Music Awards de 2001, e em um especial da MTV americana chamado "Total Britney Live".
Um especial do canal de TV FOX, chamado "Britney In Hawaii", foi ao ar em 8 de junho de 2000, e incluía uma apresentação exclusiva da canção.  Uma apresentação de "Stronger", ao vivo da Alemanha, foi transmitida na premiação Radio Music Awards 2000, uma vez que Spears estava em turnê na data da premiação.

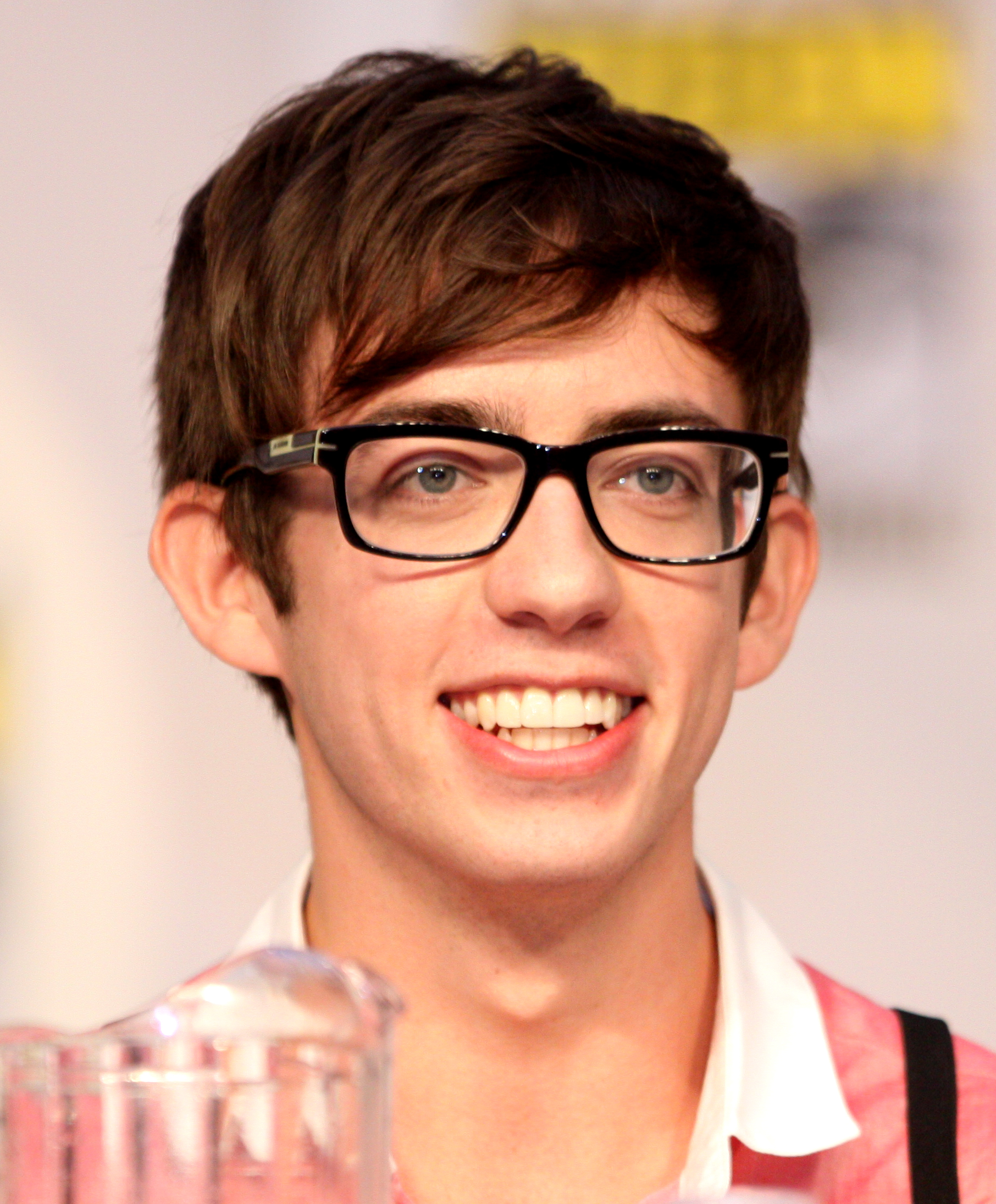
Kevin McHale (imagem) fez um cover da canção em um episódio da série americana Glee.

"Stronger" foi regravada por Kevin McHale para a série de TV Glee, no episódio dedicado a Britney, intitulado "Britney/Brittany". No episódio, o personagem de McHale, Artie, tem uma alucinação com a música "Stronger" na qual ele também é um membro do time de futebol americano, durante uma visita ao dentista. Raymund Flandez, do jornal americano The Wall Street Journal, gostou da regravação, tendo admirado a troca de ter cantores masculinos cantando uma poderosa música feminista, enquanto que Tim Stack, da revista americana Entertainment Weekly,  considerou "Stronger" sua música favorita do episódio, bem como a melhor incorporação da música de Britney, uma vez que a canção fez parte do enredo de Artie.

## Faixas e formatos
| CD Single da Europa e da Austrália |                                             |         |  |
| N.º                                | Título                                      | Duração |  |
| 1.                                 | "Stronger" (Versão do álbum)                | 3:23    |  |
| 2.                                 | "Stronger" (Versão do álbum - Instrumental) | 3:23    |  |
| 3.                                 | "Walk on By" (B-side de Stronger)           | 3:34    |  |
| 4.                                 | "Stronger" (Miguel 'Migs' Vocal Edit)       | 3:41    |  |
| 5.                                 | "Stronger" (Videoclipe)                     | 3:35    |  |
| Duração total:                     | Duração total:                              | 17:38   |  |

| CD Single da França |                                       |         |  |
| N.º                 | Título                                | Duração |  |
| 1.                  | "Stronger" (Versão do álbum)          | 3:23    |  |
| 2.                  | "Walk on By" (B-side de Stronger)     | 3:34    |  |
| 3.                  | "Stronger" (Miguel 'Migs' Vocal Edit) | 3:41    |  |
| Duração total:      | Duração total:                        | 10:41   |  |

| CD Single do Reino Unido |                                   |         |  |
| N.º                      | Título                            | Duração |  |
| 1.                       | "Stronger" (Versão do álbum)      | 3:23    |  |
| 2.                       | "Walk on By" (B-side de Stronger) | 3:34    |  |
| 3.                       | "Stronger" (WIP Mix)              | 5:50    |  |
| Duração total:           | Duração total:                    | 12:50   |  |

| 12" Single promocional do Reino Unido (Lado A) |                              |         |  |
| N.º                                            | Título                       | Duração |  |
| 1.                                             | "Stronger" (WIP Mix)         | 5:50    |  |
| 2.                                             | "Stronger" (Versão do álbum) | 3:23    |  |
| Duração total:                                 | Duração total:               | 9:13    |  |

| 12" Single promocional do Reino Unido (Lado B) |                                       |         |  |
| N.º                                            | Título                                | Duração |  |
| 1.                                             | "Stronger" (Miguel 'Migs' Vocal Edit) | 3:41    |  |
| 2.                                             | "Stronger" (Miguel 'Migs' Vocal Mix)  | 6:31    |  |
| Duração total:                                 | Duração total:                        | 19:25   |  |

| Cassete-single do Reino Unido |                                             |         |  |
| N.º                           | Título                                      | Duração |  |
| 1.                            | "Stronger" (Versão do álbum)                | 3:23    |  |
| 2.                            | "Walk on By" (B-side de Stronger)           | 3:34    |  |
| 3.                            | "Stronger" (Versão do álbum - Instrumental) | 3:23    |  |
| Duração total:                | Duração total:                              | 10:23   |  |

| CD Single dos Estados Unidos |                                                                       |         |  |
| N.º                          | Título                                                                | Duração |  |
| 1.                           | "Stronger" (Versão do álbum)                                          | 3:23    |  |
| 2.                           | "Stronger" (Mac Quayle Club Mix)                                      | 7:50    |  |
| 3.                           | "Stronger" (Pablo LaRosa's Tranceformation)                           | 7:21    |  |
| 4.                           | "Stronger" (Miguel 'Migs' Vocal Mix)                                  | 6:31    |  |
| 5.                           | "Stronger" (Jack D. Elliot Club Mix)                                  | 6:38    |  |
| 6.                           | "Stronger" (Pimp Juice's "Ain't No Shame in This Vocal Mix Game" Mix) | 5:50    |  |
| Duração total:               | Duração total:                                                        | 37:43   |  |

| 12" Single dos Estados Unidos (Lado A) |                                              |         |  |
| N.º                                    | Título                                       | Duração |  |
| 1.                                     | "Stronger" (Pablo LaRosa's Tranceformation)  | 7:21    |  |
| 2.                                     | "Stronger" (Pimp Juice's Extra Strength Dub) | 7:11    |  |
| Duração total:                         | Duração total:                               | 14:32   |  |

| 12" Single dos Estados Unidos (Lado B) |                                      |         |  |
| N.º                                    | Título                               | Duração |  |
| 1.                                     | "Stronger" (Miguel 'Migs' Vocal Mix) | 6:31    |  |
| 2.                                     | "Stronger" (Miguel 'Migs' Dub)       | 6:43    |  |
| Duração total:                         | Duração total:                       | 27:46   |  |

| EP Digital - The Remixes |                                                  |         |  |
| N.º                      | Título                                           | Duração |  |
| 1.                       | "Stronger" (Pablo LaRosa's Tranceformation Edit) | 3:28    |  |
| 2.                       | "Stronger" (Jack D. Elliot Radio Mix)            | 3:31    |  |
| 3.                       | "Stronger" (Miguel 'Migs' Vocal Edit)            | 3:42    |  |
| 4.                       | "Stronger" (Mac Quayle Mixshow Edit)             | 5:21    |  |
| 5.                       | "Stronger" (Pablo LaRosa's Tranceformation)      | 7:21    |  |
| 6.                       | "Stronger" (Miguel 'Migs' Vocal Mix)             | 6:31    |  |
| 7.                       | "Stronger" (Jack D. Elliot Club Mix)             | 6:39    |  |
| 8.                       | "Stronger" (Mac Quayle Club Mix)                 | 7:50    |  |
| Duração total:           | Duração total:                                   | 44:24   |  |

| CD Single da Europa / The Singles Collection Boxset Single |                                   |         |  |
| N.º                                                        | Título                            | Duração |  |
| 1.                                                         | "Stronger" (Versão do álbum)      | 3:23    |  |
| 2.                                                         | "Walk on By" (B-side de Stronger) | 3:34    |  |
| Duração total:                                             | Duração total:                    | 7:00    |  |

## Créditos
- Britney Spears – vocais principais, vocais de fundo
- Max Martin – produção, composição, mixagem de áudio, teclados, programação, vocais de fundo
- Rami Yacoub – produção, composição, teclados
- Nana Hedin – vocais de fundo
- John Amatiello – engenharia
- Tom Coyne – masterização de áudio

### Charts semanais
| Chart (2000)                     | Melhor posição |
| -------------------------------- | -------------- |
| Belgian Singles Chart (Flanders) | 15             |
| Belgian Singles Chart (Wallonia) | 14             |
| Mega Single Top 100              | 12             |
| Italy Singles Chart              | 16             |
| Brasil Hot 100 Airplay           | 5(3x)          |
| Spain Singles Chart              | 15             |
| Swedish Singles Chart            | 4              |
| Swiss Singles Chart              | 6              |
| Billboard Pop Songs              | 11             |

| Chart (2001)              | Melhor posição |
| ------------------------- | -------------- |
| Australian Singles Chart  | 13             |
| Ö3 Austria Top 40         | 4              |
| Denmark Singles Chart     | 12             |
| European Hot 100 Singles  | 3              |
| Brasil Hot 100 Airplay    | 1(4x)          |
| Finnish Singles Chart     | 8              |
| France Singles Chart      | 20             |
| German Singles Chart      | 4              |
| Irish Singles Chart       | 6              |
| New Zealand Singles Chart | 15             |
| Norwegian Singles Chart   | 11             |
| Romania Singles Chart     | 9              |
| UK Singles Chart          | 7              |
| Billboard Hot 100         | 11             |

| Chart (2001)              | Melhor posição |
| ------------------------- | -------------- |
| Australian Singles Chart  | 85             |
| Austria Top 75            | 41             |
| German Singles Chart      | 60             |
| Romania Singles Chart     | 80             |
| Swedish Singles Chart     | 46             |
| Switzerland Singles Chart | 90             |
| Billboard Year-End        | 18             |
| Brasil Hot 100 Airplay    | 3              |

| País           | Empresa           | Certificado | Vendas    |
| -------------- | ----------------- | ----------- | --------- |
| Alemanha       | BVMI              | Ouro        | 250,000   |
| Austrália      | ARIA              | Ouro        | 35,000    |
| Canadá         | Music Canada      | Ouro        | 40,000    |
| Dinamarca      | IFPI Dinamarca    | Ouro        | 45,000    |
| Estados Unidos | RIAA              | Platina     | 1,000,000 |
| França         | SNEP              | Ouro        | 250,000   |
| Nova Zelândia  | RIANZ             | Ouro        | 15,000    |
| Suécia         | Sverigetopplistan | Ouro        | 15,000    |
| Reino Unido    | BPI               | Ouro        | 400,000   |